# Xylopia ferruginea
Xylopia ferruginea (Hook.f. & Thomson) Baill. – gatunek rośliny z rodziny flaszowcowatych (Annonaceae Juss.). Występuje naturalnie w południowej części Półwyspu Malajskiego oraz na wyspach Sumatra i Borneo. 

## Morfologia
PokrójZimozielone drzewo dorastające do 30 m wysokości.
LiścieMają podłużny kształt. Mierzą 10–20 cm długości oraz 3,5–6 szerokości. Są prawie skórzaste. Nasada liścia jest zaokrąglona. Wierzchołek jest ostry.
KwiatySą pojedyncze. Rozwijają się w kątach pędów. Płatki mają liniowy kształt i dorastają do 4 cm długości. Są owłosione, prawie takie same.
OwoceZłożone z cylindrycznych rozłupni. Osiągają 10–13 cm długości oraz 0,5 cm średnicy.

## Zmienność
W obrębie tego gatunku wyróżniono jedną odmianę:
- Xylopia ferruginea var. oxyantha (Hook. f. & Thomson) J. Sinclair